# T929 ATAK II
TAI T929 ATAK 2 — турецкий двухмоторный тяжёлый ударный вертолёт, разрабатываемый Turkish Aerospace Industries. Вертолёт предназначен для выполнения задач атаки, радиоэлектронной борьбы и разведки в любых погодных условиях как днём, так и ночью
Atak 2 будет включать в себя некоторые подсистемы и компоненты, разработанные в рамках проектов вертолётов T129 и T625 Gökbey

## Разработка
В ноябре 2018 года турецкий секретариат по оборонной промышленности (SSB) инициировал разработку вертолёта тяжёлого класса Atak 2, сопоставимого с Boeing AH-64 Apache, для турецких военных и потенциальных экспортных рынков. В феврале 2020 года турецкий секретариат по оборонной промышленности подписал контракт с Turkish Aerospace Industries на разработку вертолёта по нераскрытой стоимости.
Turkish Aerospace Industries (TAI) разрабатывает вертолёт T929 Atak 2, используя промышленный опыт, полученный в ходе совместного проекта вертолёта T129 Attack между Turkish Aerospace Industries и итальянской компанией Leonardo.
Он разрабатывается для удовлетворения потребности в тяжёлом ударном вертолёте для турецких сухопутных войск  и требования турецкого флота к эксплуатации с десантного корабля TCG Anadolu (LHD).
В апреле 2023 года был совершён первый полёт прототипа.

## Дизайн
Вертолёт T929 имеет тандемные сиденья, асимметричный отсек вооружения, большую ёмкость боеприпасов, низкую инфракрасную (ИК) сигнатуру, цифровую кабину, баллистическую защиту, улучшенную авионику, возможности радиоэлектронной борьбы и противодействия.
Вертолёт будет оснащён носовой инфракрасной (FLIR) турелью, которая включает функцию отслеживания цели. Вертолёт также будет оснащён системами радиоэлектронной борьбы, такими как инфракрасные/ультрафиолетовые датчики предупреждения о ракетах и хвостовой системой направленного инфракрасного противодействия (DIRCM) для глушения ракет с тепловым наведением.
Вертолёт тяжёлого класса может быть использован для ведения воздушного боя с землёй, воздушного боя с воздухом, вооружённой разведки и наблюдения за действиями непосредственной авиационной поддержки (CAS).

## Двигатели
T929 Atak 2 будет оснащён двумя турбовальными двигателями мощностью 2500 лошадиных сил. По данным 2021 года, турецкая TAI подписала соглашение с украинской компанией «Мотор Сич» на поставку четырнадцати двигателей ТВ3-117 для своего опытного тяжёлого ударного вертолёта ATAK 2.

## Вооружение
интеллектуальными контейнерами может размещаться до 24 управляемых ракет CİRİT с лазерным наведением. 
На концевых узлах подвески с многозарядными контейнерами может размещаться до 100 неуправляемых/управляемых 70-мм ракет. Для задач класса «воздух-воздух» возможна установка 12 ПЗРК или двух ракет BOZDOĞAN.
Включение БПЛА воздушного базирования
В качестве носовой пушки, по всей видимости, выбрана 30-мм пушка с боекомплектом 750 снарядов. Во время первого полета ATAK II был замечен макет оружия калибра 30x113 мм. По сравнению с 20-мм пушкой, используемой на устаревших ударных вертолётах Турции, 30x113 мм обеспечивает большую убойную силу при значительно лучшем расходе боеприпасов. Кроме того, будущие разработки, такие как боеприпасы с неконтактным взрывателем и боеприпасы воздушного подрыва, могут помочь в борьбе с БПЛА и пехотой противника, находящейся за укрытием.